# Marika Gombitová
Marika Gombitová, in slovacco: marika ˈɡɔmbitɔʋa (Turany nad Ondavou, 12 settembre 1956), è una cantante e musicista slovacca.

## Carriera
Dal 1976 al 1983 ha fatto parte del gruppo pop rock Modus. Nel 1977 ha debuttato da solista con il singolo Boľavé námestie, seguito l'anno dopo da Študentská láska. Nel 1979 ha pubblicato il suo primo album da solista dal titolo Dievča do dažďa.
Poco prima di lanciare il suo secondo LP Môj malý príbeh (1981), la sua carriera fu influenzata negativamente da un incidente automobilistico avvenuto il 1º dicembre 1980. L'artista fu costretta sulla sedia a rotelle a causa di lesioni multiple irreparabili alla spina dorsale e al midollo spinale. Dopo la sua parziale guarigione tornò alla ribalta riuscendo anche a tornare in tournée. Il suo successivo album Slnečný kalendár è uscito nel 1982.
Con l'album №5 (Marika No. 5, 1984) si avvicinò alla musica elettronica, genere che continuò a sperimentare nei seguenti lavori Voľné miesto v srdci (1986) e Ateliér duše (1987). Nel 1990 ha pubblicato Kam idú ľudia?, album in cui è ritornata alle sonorità pop-rock. Nel 1994 ha pubblicato il nono album Zostaň. Da allora non ha più pubblicato lavori in studio.
È considerata una degli artisti solisti di maggior successo nella storia della musica slovacca contemporanea e fonte di ispirazione per vari artisti locali. 

## Discografia

### Album in studio
- 1979 - Dievča do dažďa
- 1981 - Môj malý príbeh
- 1982 - Slnečný kalendár
- 1983 - Mince na dne fontán
- 1984 - №5
- 1986 - Voľné miesto v srdci
- 1987 - Ateliér duše
- 1990 - Kam idú ľudia?
- 1994 - Zostaň

### Con i Modus
- 1979 - Modus
- 1980 - Balíček snov
- 1981 - 99 zápaliek
- 1983 - Záhradná kaviareň
- 1987 - Zrkadlo rokov (raccolta)
- 1995 - The Best of 1977–1988: Vol 1 (raccolta)
- 1998 - The Best of 1979–1988: Vol 2 (raccolta)
- 1998 - Úsmev (raccolta)
- 2005 - Gold (raccolta)

### Altri album
- 1979 - Smoliari (colonna sonora)
- 1981 - Rainy Day Girl (versione inglese di Dievča do dažďa)
- 1984 - My Friend the Tree (versione inglese di Mince na dne fontán)
- 1985 - №5 (versione inglese)
- 1985 - Moje najmilšie (raccolta)
- 1993 - Polnočné otázky: 16 Naj 1984–1993 (raccolta)
- 1998 - The Best of the Best (raccolta)
- 2001 - Neberte nám princeznú (colonna sonora)
- 2003 - V obrazech II (colonna sonora)
- 2005 - Gold (raccolta)
- 2007 - Vyznanie (raccolta)
- 2010 - Duetá (raccolta)

## Filmografia
- Neberte nám princeznú, regia di Martin Hoffmeister (1981)